# 酒井潔
酒井 潔（さかい きよし、1895年（明治28年） - 1952年（昭和27年））は、日本の編集者、著述家、翻訳家である。
大正末期から昭和初期にかけてのエログロナンセンス文化の火付け役として知られる。

## 概要
本名、酒井 精一。名古屋市生まれ。
魔術、秘薬、性愛に関する研究を行い、自らの個人誌「談奇」や当時のエログロ雑誌にて発表。また海外文学の翻訳も行った。梅原北明との交流でも知られ、彼と共に大正末期から昭和初期にかけてのエログロナンセンス文化の火付け役となった。
代表作に『愛の魔術』（1929年）や『巴里上海歓楽郷案内』（1930年）、代表的な訳書に『さめやま』（1929年、フェリシアン・シャンスール作、酒井潔・梅原北明共訳）などがある。
一方、『アラビヤン・ナイツ』（1927年、ジョゼフ＝シャルル・マルドリュス作、発禁）や『エロエロ草紙』（1930年、発禁）など多くの著作は当局より発禁となり、出版が許可された『らぶ・ひるたぁ』（1929年）なども膨大な伏字を余儀なくされた。
1952年、京都にて死去。晩年は日本基督教団京都教会の信徒として活動しており、葬儀も同教会で執り行われた。
酒井の仕事は戦後澁澤龍彦や種村季弘などの著作家に受け継がれた。特に澁澤は酒井を敬愛しており、澁澤の編集による『悪魔学大全』（1971年）や『愛の魔術』（1978年）などが出版されている。
著作は発行部数の少なさ、装丁の美麗さ、澁澤龍彦ら後年の研究者による高評価などから後年プレミアが付いている。近年でも『悪魔学大全』 (学研M文庫、2003年) などの著作が復刻されている他、国立国会図書館のデジタル化資料や近代デジタルライブラリーにも『エロエロ草紙』などの著作が収録されている。
2012年、『エロエロ草紙』が国立国会図書館のデジタルアーカイブ事業の一環としてインターネットで公開され、ダウンロード数が5ヶ月連続で1位となり、ネット上でにわかに注目された。その人気により、2013年2月より始まった「文化庁eBooksプロジェクト」の目玉として電子書籍としても試験配信され、やはりダウンロード数1位となった。

## 参照
1. 1 2  酒井, 潔, 1895-1952 国立国会図書館典拠データ検索・提供サービス
2. ↑  
2013年6月、『エロエロ草紙』の書籍版が彩流社から刊行される。デジタルアーカイブ、電子書籍がモノクロのみだったところ、ひとりの編集者の情熱によってカラーで完全復刻され、大きな話題となった。

文化庁もびっくりエロエロ効果　80年前の「エロエロ草紙」が電子書籍に - トレンドニュース － MSNライフスタイル 2013年2月1日
3. ↑  ダウンロード数1位は「エロエロ草紙」　文化庁の電子書籍配信実験が終了 - ITmedia ニュース 2013年03月11日